# L'età fragile
L'età fragile è un romanzo di Donatella Di Pietrantonio, edito e pubblicato nel novembre 2023 da Einaudi Editore. Il romanzo si ispira liberamente a un fatto di cronaca realmente accaduto, il delitto del Morrone.
Nel 2024 il romanzo ha vinto sia il Premio Strega che il Premio Strega Giovani.

## Trama
Lucia, donna di mezz'età, vive in un paese montano sulla Maiella, in Abruzzo; è in crisi da tempo con suo marito Dario, e la loro unica figlia Amanda, con la quale ha un rapporto sincero ma freddo, si è trasferita a Milano per frequentare l'Università. Con l'inizio della pandemia da COVID-19, tuttavia, Amanda è costretta a tornare a casa. Lucia si accorge subito che qualcosa in Amanda è cambiato: la ragazza è triste, taciturna, non reagisce ad alcuno stimolo; con l'attenuarsi dell'emergenza sanitaria, la ragazza decide perfino di prendersi una pausa dagli studi e si chiude in uno stato di abulia che preoccupa sua madre. Lucia inizia a sospettare che lo stato d'animo di Amanda sia dovuto a una rapina da lei subita poco dopo il suo arrivo a Milano: minimizzando l'accaduto, lei non era corsa a soccorrere sua figlia, credendo che avrebbe superato da sola lo shock; in seguito ipotizza che Amanda avesse subito anche una violenza, sulla quale aveva taciuto. Lucia prova un forte senso di colpa, ma al tempo stesso non riesce ad avvicinarsi a sua figlia.
Intanto l'anziano padre di Lucia riceve una proposta da Osvaldo, suo amico e co-proprietario insieme a lui di un terreno sul quale insiste un campeggio da tempo in disuso: Osvaldo vorrebbe venderlo a un rinomato immobiliarista. Non volendosene occupare direttamente, l'uomo cede la sua quota a Lucia perché sia lei a decidere cosa fare del terreno. La donna si trova così divisa tra due fronti: da un lato vorrebbe aiutare Osvaldo, in difficoltà economiche; dall'altro sa che il terreno è oggetto di speculazione edilizia, e che venderlo vorrebbe dire rovinare il paesaggio incontaminato a cui lei stessa appartiene; la crisi della pastorizia abruzzese e i cambiamenti socioculturali che hanno interessato la regione rendono ancora più difficile decidere. C'è però un ulteriore elemento a turbare Lucia: quando lei aveva solo diciannove anni, infatti, il campeggio era stato teatro di un tremendo delitto. La donna è perciò costretta ad affrontare i terribili ricordi che aveva sempre represso.
All'epoca Lucia era molto amica di Doralice, figlia di Osvaldo, e insieme avevano legato con Tania e Virginia, due sorelle modenesi venute a villeggiare presso il loro campeggio. Un giorno Lucia aveva omesso di invitare Doralice al mare, temendo che i modi rozzi dell'amica le facessero fare brutta figura con altri ragazzi: quello stesso giorno Doralice, Tania e Virginia si erano incamminate verso la vetta denominata Dente di Lupo, ma giunta la sera non avevano fatto ritorno. Le due sorelle erano poi state trovate morte (Virginia era stata anche stuprata); Doralice era stata invece rintracciata molte ore dopo, gravemente ferita ma viva. Le sue indicazioni avevano portato all'arresto di Vasile, giovane macedone aiutante del pastore Ciarango: invaghitosi di Virginia, egli aveva inseguito le ragazze e aveva sparato alle altre due per poterla avere per sé; Doralice si era salvata fingendosi morta, sfuggendo poi all'inseguimento del suo aguzzino. Grazie alla lucida testimonianza di Doralice, Vasile era stato condannato all'ergastolo; la ragazza non si era però mai ripresa dal trauma, e si era trasferita in Canada per non dover più tornare nel paese che ormai odiava. Lucia, dal canto suo, si era sempre ritenuta responsabile del misfatto, credendo che se non avesse mentito a Doralice avrebbe salvato le tre ragazze. Prima di partire la sua amica le aveva scritto di essere felice che Lucia non fosse venuta con loro, perché in quel caso sarebbe morta; nondimeno, Doralice aveva sviluppato un risentimento mai sanato nei confronti di Lucia.
In paese si forma un comitato di protesta contro la vendita del terreno, al quale, con grande sorpresa di Lucia, aderisce pure Amanda: questo porta a una timida ripresa del dialogo tra madre e figlia. Alla fine Lucia decide di non vendere il terreno: rilevata la quota di Osvaldo, fa demolire quel che resta del campeggio perché vi venga instaurato uno spazio per manifestazioni culturali. Lucia si separa definitivamente da Dario, mentre Amanda le comunica di non voler più riprendere gli studi per lavorare nel campo dell'agricoltura; pur preoccupata per il futuro di sua figlia, la donna la lascia libera di scegliere, apprezzando velatamente il suo ritrovato legame con la terra e la natura.
Per l'inaugurazione del nuovo spazio culturale, Lucia si esibisce col suo coro polifonico. Al concerto prendono parte tutte le figure del suo passato, comprese Doralice e i fantasmi di Tania e Virginia.